# Белиз (город)
Бели́з (англ. Belize, бел. креоль. Bileez Siti) — крупнейший город и порт в государстве Белиз. Расположен на берегу Карибского моря, в восточной части Белиза.

## История
Основан английскими моряками в конце XVII века, в устье ручья Оуловер. Использовался как перевалочная база для лесоторговцев и лесозаготовщиков.
Изначально Белиз являлся столицей государства, но в 1961 году ураган Хэтти нанёс городу существенный ущерб, после чего, в 1970-е годы, столица была перенесена вглубь страны, в город Бельмопан. Тем не менее, город Белиз остаётся резиденцией премьер-министра и правительства страны.

## Транспорт
Морской порт. Муниципальный аэропорт с международным терминалом (код TZA), примерно в 3 км к северу от центра города. Международный аэропорт имени Филипа С. У. Голдсона, в 16 км северо-западнее г. Белиз, код BZE.

## Достопримечательности
- Собор Святого Иоанна (1812—1847 гг.) — самая старая англиканская церковь в Центральной Америке.
- Музей Белиза в здании старой тюрьмы (1857 г.).
- Прибрежный Зональный музей (экспозиция по экологии рифов) и Морской Музей (собрание моделей и документов по мореплаванию) в здании бывшего Пожарного депо (1923 г.).
- Институт Блисса — культурный центр, театр и музей.
- Маяк Барона Блисса

В 50 километрах к юго-западу от города — Белизский зоопарк. Образован в 1983 году. Тогда после съёмок фильма о жизни диких животных «Path of the Raingods» остались полтора десятка полудиких животных, отловленных в джунглях. Выпускать их на свободу не рискнули — животные могли погибнуть. Смотритель Шарон Матола (Sharon Matola) основала питомник, а затем — зоопарк. Сейчас в нём свыше 125 видов местной фауны.
В городе находится Национальная библиотека Белиза.

## Галерея

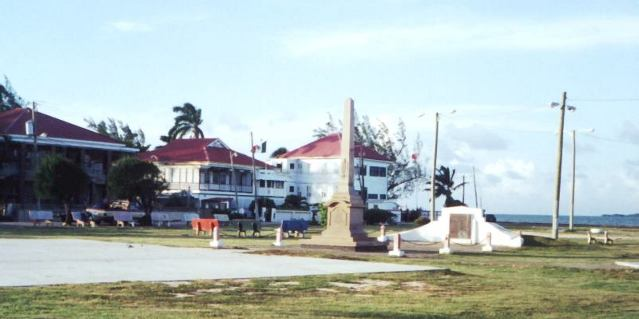
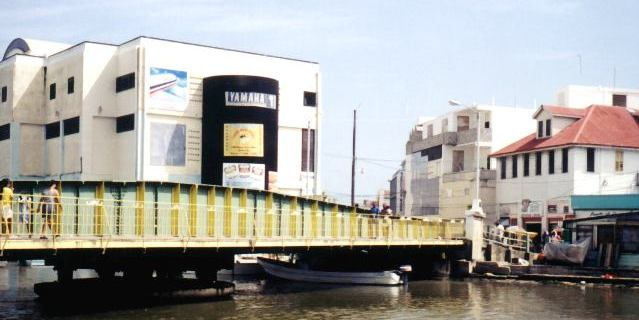